# Arcidiocesi di Lemno
L'arcidiocesi di Lemno (in latino: Archidioecesis Lemnensis) è una sede soppressa e sede titolare della Chiesa cattolica.

## Storia
Lemno è un'antica sede arcivescovile della Grecia, sull'isola omonima. Nel Synecdemus di Ierocle (VI secolo), l'isola è subordinata alla provincia di Corinto. Tuttavia una delle due città dell'isola, Hephaestiam, era sede di una diocesi suffraganea di Rodi. In seguito Lemno fu elevata al rango di arcidiocesi e poi di sede metropolitana ad honorem.
Durante la quarta crociata (1204), per la sua povertà e desolazione, la Santa Sede non eresse a Lemno nessuna diocesi di rito latino, e il suo territorio fu sottomesso al patriarcato di Costantinopoli dei Latini.
Dal 1929 Lemno è annoverata tra le sedi arcivescovili titolari della Chiesa cattolica; la sede è vacante dal 20 gennaio 1976. Il titolo è stato assegnato a quattro arcivescovi: Pasquale Gagliardi, arcivescovo dimissionario di Manfredonia; Gabriel-Marie Garrone, arcivescovo coadiutore di Tolosa in Francia; William Thomas Porter, arcivescovo dimissionario di Cape Coast in Ghana; François-Marie-Joseph Poirier, arcivescovo dimissionario di Port-au-Prince ad Haiti.

## Cronotassi

### Arcivescovi greci
- Strategio † (menzionato nel 325)
- Silvano † (menzionato nel 692)
- Giovanni † (menzionato nel 787)
- Arsenio † (menzionato nell'879)
- Paolo † (menzionato nel 1054)

### Arcivescovi titolari
- Pasquale Gagliardi † (1º ottobre 1929 - 11 dicembre 1941 deceduto)
- Gabriel-Marie Garrone † (24 aprile 1947 - 5 novembre 1956 succeduto arcivescovo di Tolosa)
- William Thomas Porter, S.M.A. † (15 maggio 1959 - 16 giugno 1966 deceduto)
- François-Marie-Joseph Poirier † (18 agosto 1966 - 20 gennaio 1976 deceduto)